# Valência (linguística)
Em linguística, valência é o número e tipo de argumentos controlados por um predicado, sendo os predicados verbais prototípicos. A valência está relacionada, embora não seja idêntica, à subcategorização e à transitividade, que contam apenas os argumentos do objeto – a valência conta todos os argumentos, incluindo o sujeito. O significado linguístico de valência deriva da definição de valência em química. A metáfora da valência apareceu pela primeira vez na linguística no ensaio de "The Logic of Relatives", de Charles Sanders Peirce em 1897, e então apareceu nas obras de vários linguistas décadas depois, no final dos anos 1940 e 1950. Lucien Tesnière é o mais creditado por ter estabelecido o conceito de valência em linguística. Uma grande autoridade sobre a valência dos verbos ingleses é Allerton (1982), que fez a importante distinção entre valência semântica e sintática.

## Tipos de valência
Existem vários tipos de valência:
1. impessoal (= avalente): chove
2. intransitivo (monovalente/monádico): ela dorme
3. transitivo (divalente/diádico): ela chuta a bola
4. bitransitivo (trivalente/triádico): ela deu a ele um livro
5. tritransitivo (quadrivalente/quadrádico): ele transferiu o dinheiro do pai para a mãe

## Na teoria sintática
A valência desempenha um papel importante em várias estruturas sintáticas que foram desenvolvidas nas últimas décadas. Na gramática de estrutura frasal generalizada (GPSG), muitas das regras de estrutura frasal geram a classe de verbos com uma valência particular. Por exemplo, a seguinte regra gera a classe dos verbos transitivos:
VP → H NP [love]